# Тухлый помидор (Южный Парк)
«Тухлый помидор» — последний эпизод двадцать первого сезона мультсериала «Южный Парк». Вышел 6 декабря 2017 года в США. Премьера в России прошла 14 декабря на телеканале Paramount Comedy.

## Сюжет
Президент Гаррисон был неоднократно замечен в «Южном Парке», пугая маленькую дочь Боба Уайта и его жену постоянными вопросами о его рейтинге. Сторонники Мистера Гаррисона считают, что беспокойство дочери Боба вызвано политическим либерализмом администрации школы.
Мистер Гаррисон продолжает пугать жителей «Южного Парка» красными шарами с надписью  «Сделаем Америку снова великой», Рэнди Марш и дети понимают, что ситуация похожа на сериал «Очень странные дела» и фильм «Оно». Премьер-министр Канады просит всех канадцев объединиться. Из-за этого Айк уходит из дома, и его объявляют в розыск. Кайл, понимая, что в этой ситуации виноват он, отправляется искать его, и к нему присоединяются его друзья. Хейди отказывается от поисков, объясняя это тем, что Кайл раньше был влюблён в неё, но Кайл утверждает, что никогда бы не влюбился в такую, какой она стала. Из-за этого Хейди постоянно вспоминает свою «прошлую жизнь» и напоминает об этом Эрику.
На городском собрании мэр «Южного Парка» рассказывает, что полиция активно занимается поиском Мистера Гаррисона. Боб Уайт продолжает утверждать, что под управлением Хиллари Клинтон всё было бы ещё хуже. Полиция установила в лесу «президентскую ловушку» в виде студии телеканала Fox, в которую Гаррисон чуть не попался. После того, как дети отправились на поиски, полицейские объявили всех детей в розыск. Рэнди со своими друзьями решают обыскать лес и находят палатку. Они считают, что в ней прячется президент, но на самом деле там уединяются ПК-Директор со своим заместителем «Сильной Женщиной».
Мистер Гаррисон попадается в ловушку Айка. Он связывает его и привозит в город. Боб Уайт ворует пистолет у полицейского, но позже его забирает Хейди и держит под прицелом Картмана. Она винит его в том, что она стала плохим человеком, но позже понимает, что в этом виновата она сама, и расстаётся с Картманом. Картман угрожает покончить с собой, а Мистер Гаррисон сбегает из ловушки.

## Приём
Серию похвалили в журнале Forbes. Также в целом она была принята положительно. В The A.V. Club эпизоду поставили «B-», в IGN — 7.9/10, в Den of Geek — 3.5/5 звёзд, сайт 411Mania в своей рецензии оценил серию на 6.5/10.